# Rio Cetăţuia (Râul Târgului)
O Rio Cetăţuia é um rio da Romênia, afluente do Râul Târgului, localizado no distrito de Argeş.